# Ursberg
Ursberg település Németországban, azon belül Bajorországban. Lakosainak száma 3414 fő (2023. december 31.). Ursberg Neuburg an der Kammel és Krumbach községekkel határos.

## Népesség
A település népessége az elmúlt években az alábbi módon változott:
| Lakosok száma | 195  | 2207 | 3081 | 3587 | 3185 | 3145 | 3236 | 3206 | 3280 | 3414 |
|               | 1875 | 1950 | 1975 | 1987 | 2012 | 2014 | 2016 | 2017 | 2021 | 2023 |

## Fekvése
Krumbach keleti szomszédjában fekvő település.

## Története
1905. november 1-jén a korábban független Bayersried és Ursberg közösségek egyesüléséből jött létre Bayersried-Ursberg, majd 1978 október 3-án hivatalosan ismét átnevezték Ursberg névre.
Ursberg nevezetessége az 1125-ben alapított premontrei kolostora. A 13. századból való osznopcsarnokának falait az 1666-1670 közötti években megmagasították, de a hajó így is őrzi román stílusának zártságát.
A kolostor díszes barokk oltáai 1736-ban készültek, az északi oldalhajó oltárán áll a régi berendezés kiemelkedő darabja a 13. század közepéről megmaradt "keresztrefeszítés" -szoborcsoport.
Az alacsony előcsarnok emeletén a kolostor könyvtártermét rendezték be.

## Nevezetességek
- Premontrei kolostor
- Temploma (Frescos of St. Johannes Evangelist und Petrus)

## Itt születtek, itt éltek
- Theo Waigel (1939) - szövetségi pénzügyminiszter és a CSU elnök hosszú ideig az Ursbergi kerülethez tartozó Oberrohr híres lakosa volt.
- Joseph Bernhart (1881-1969) -  katolikus teológus, vallástudós Constance-ban, 1926-tól apát az Ursbergi Premonstrei kolostorban.
- Fridolin Rothermel (1895-1955) - bajor politikus és a mezőgazdasági termelő szövetség képviselője.
- Dominikus Ringeisen (1835-1904) - római katolikus pap és az Ursberger Anstalt (ma Dominikus-Ringeisen-Werk) alapítója.

## Galéria

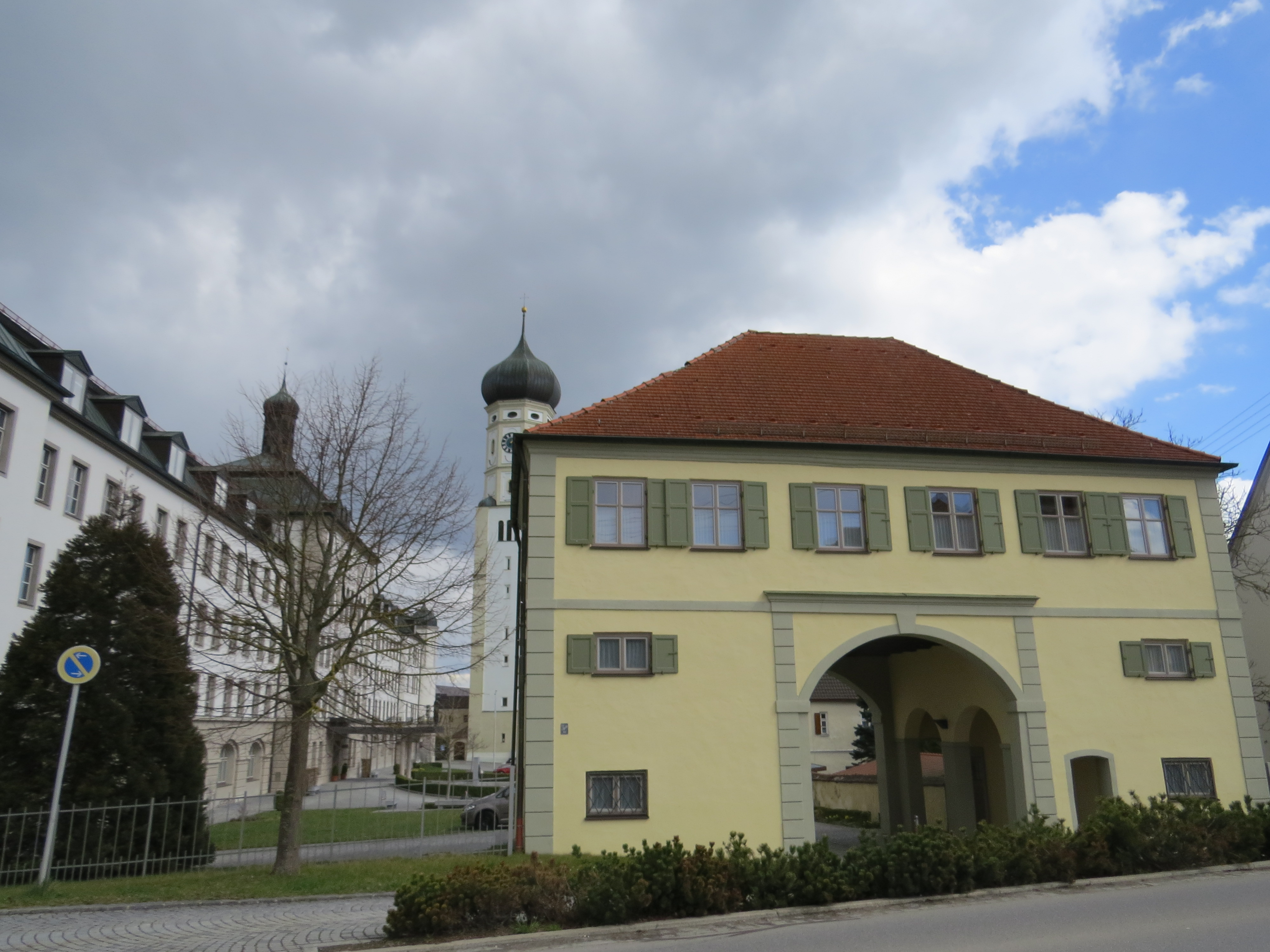
Kolostor, kaputorony
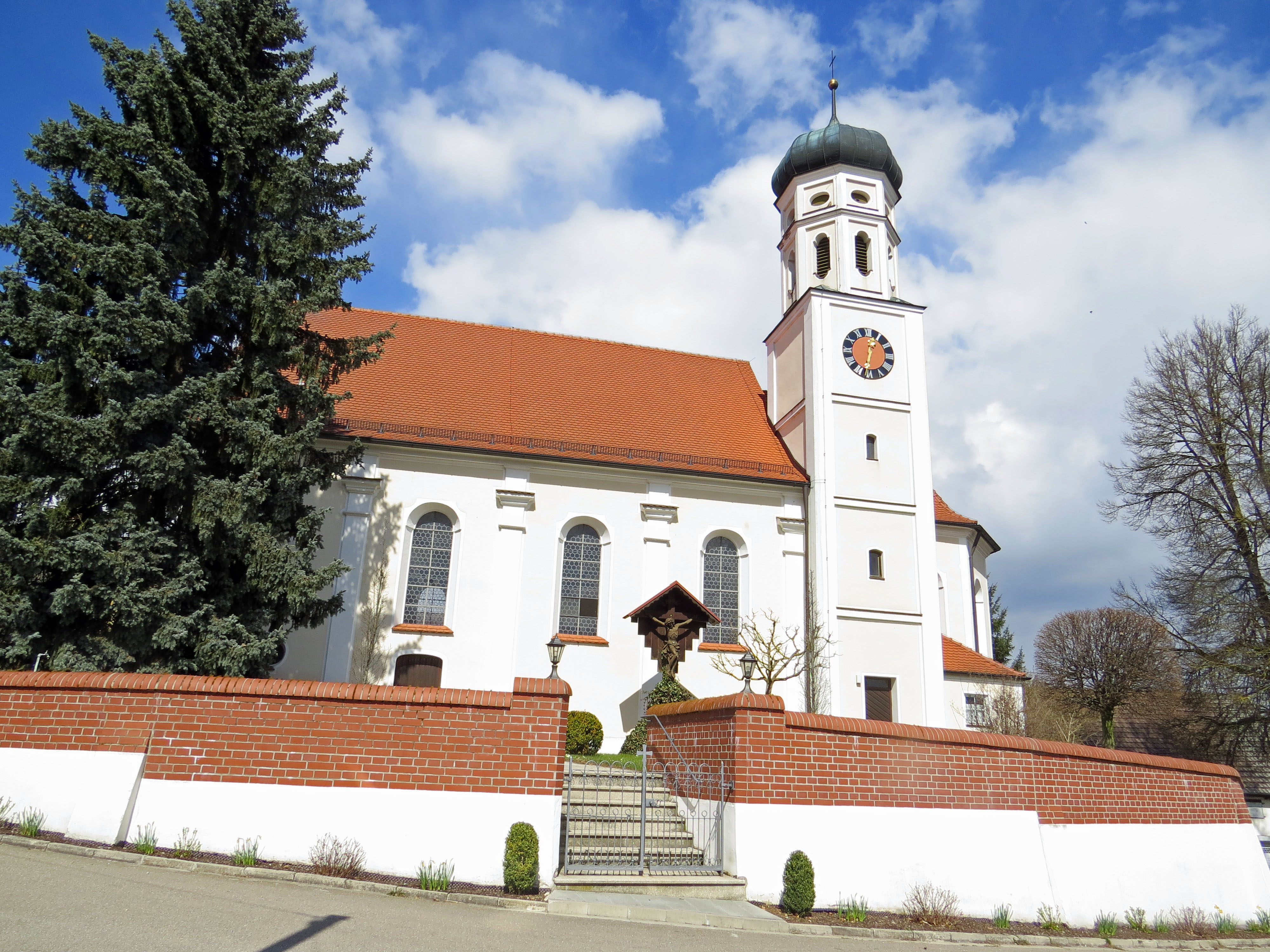
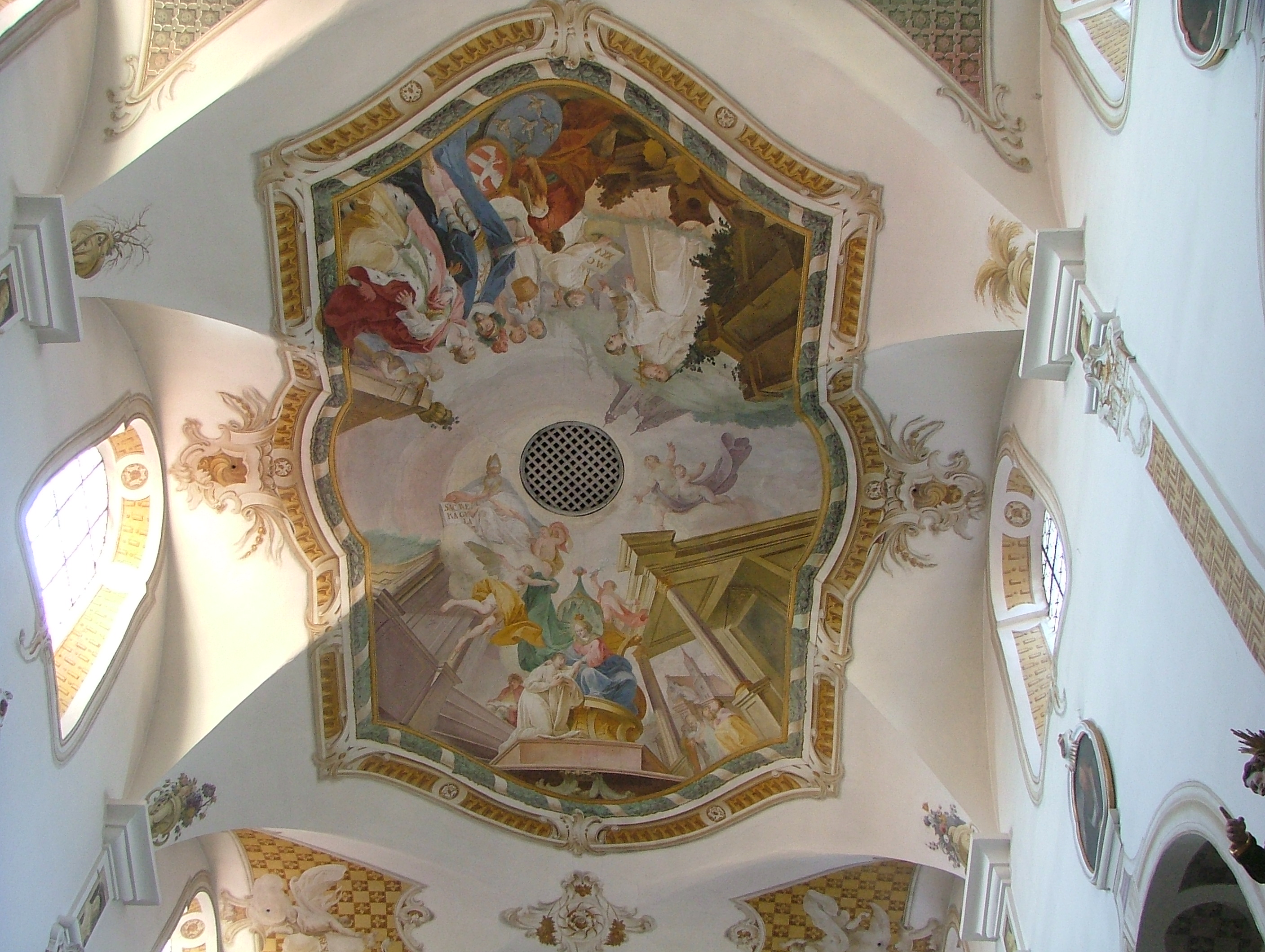
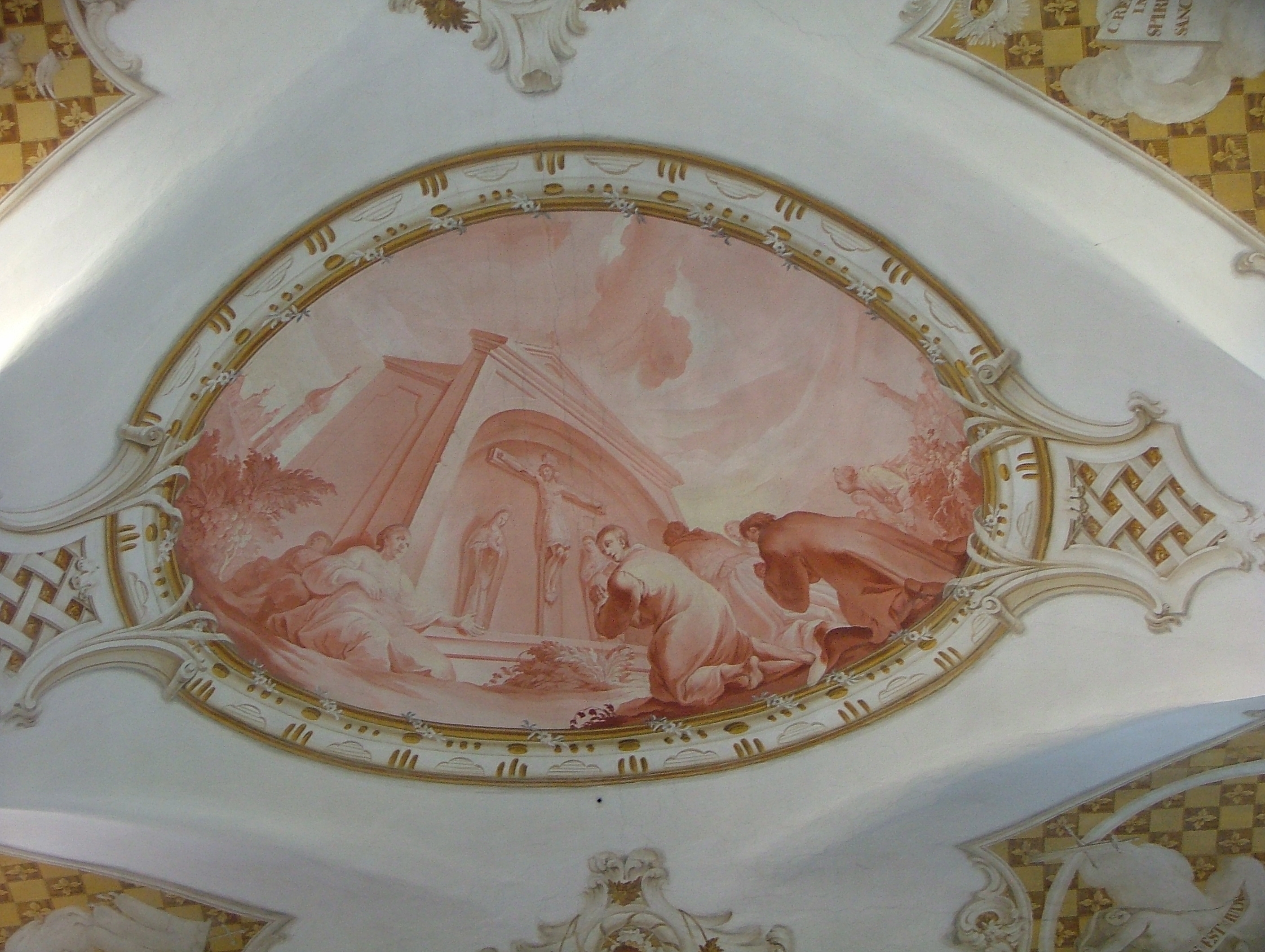
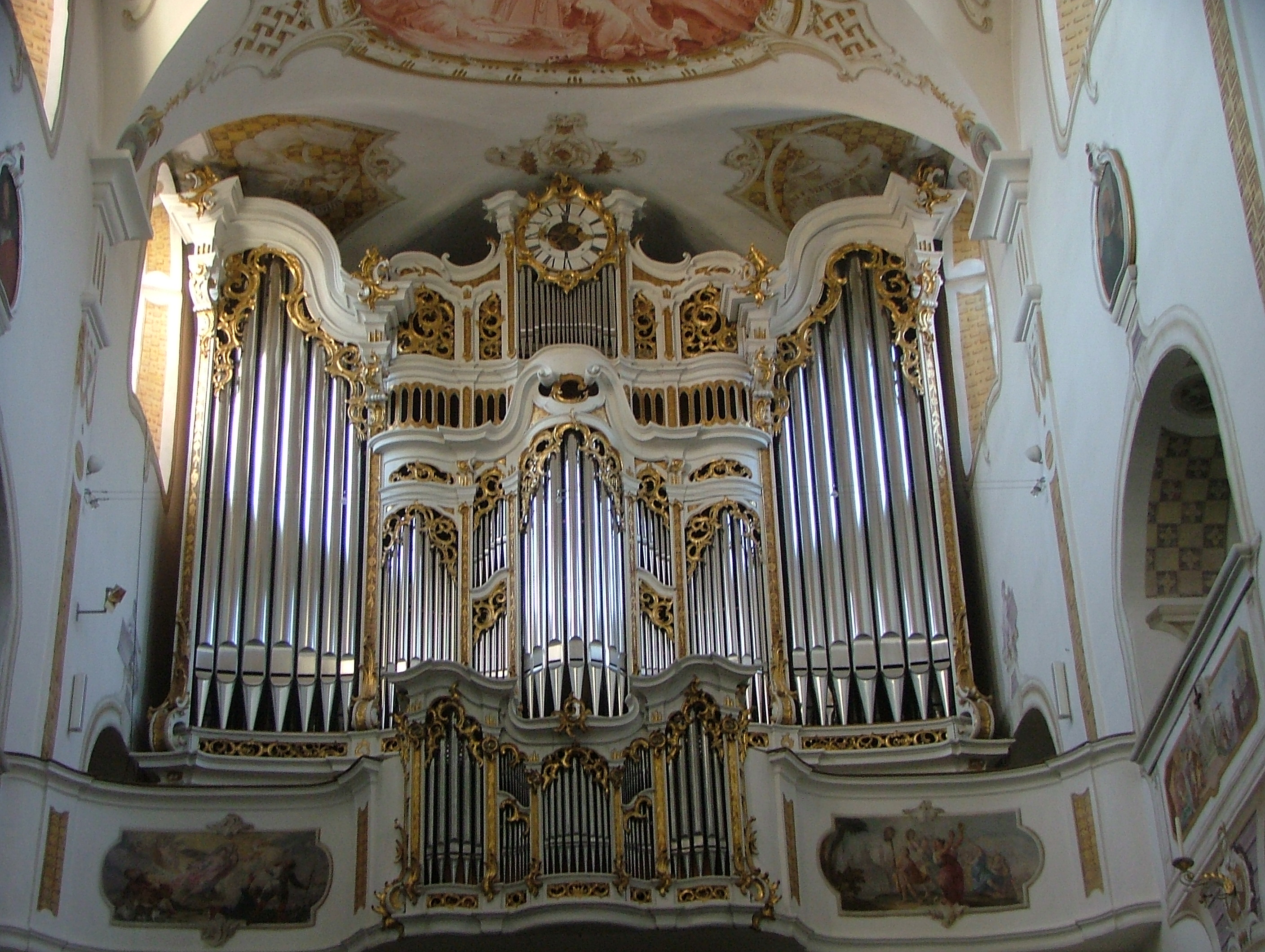
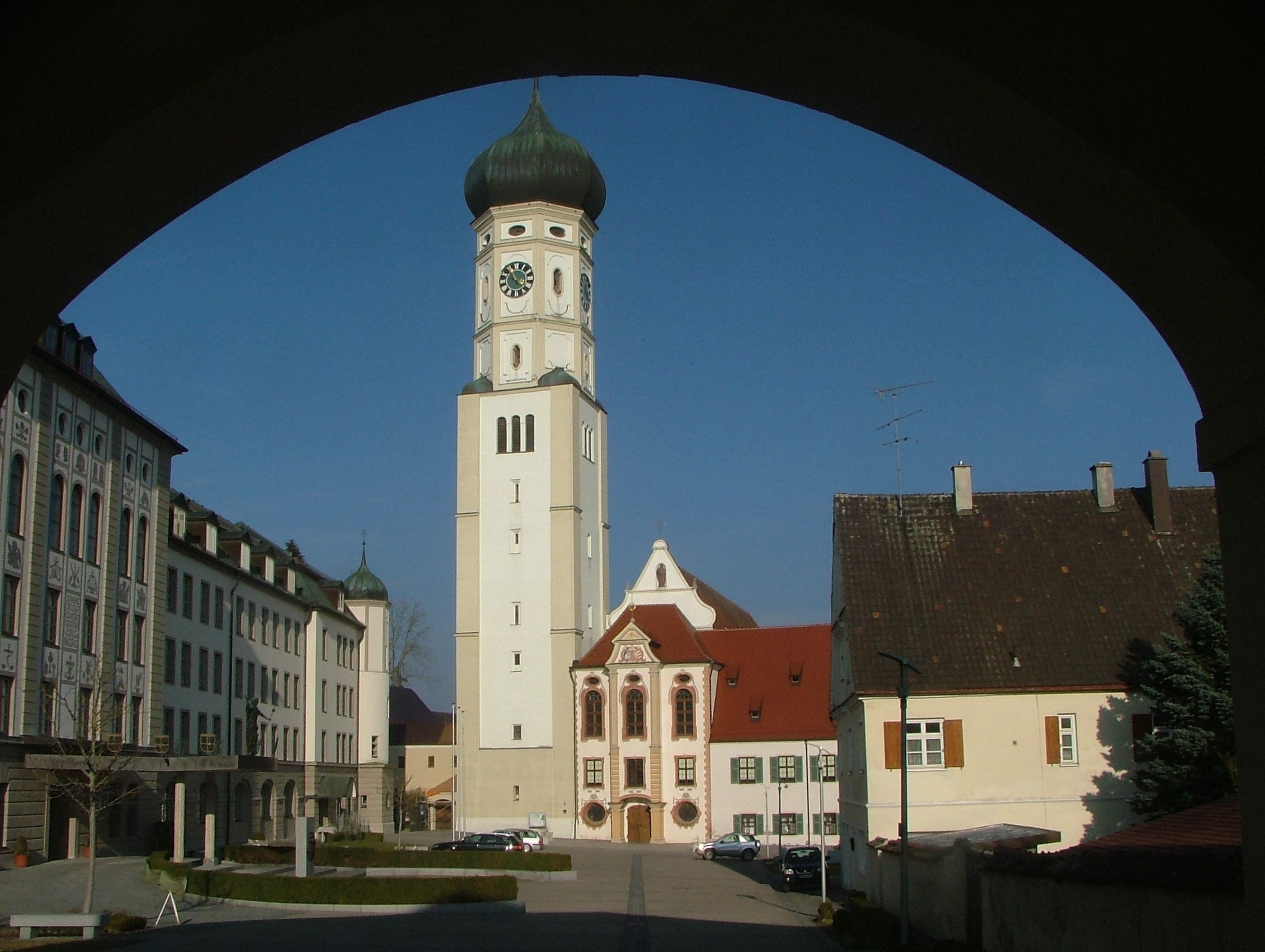
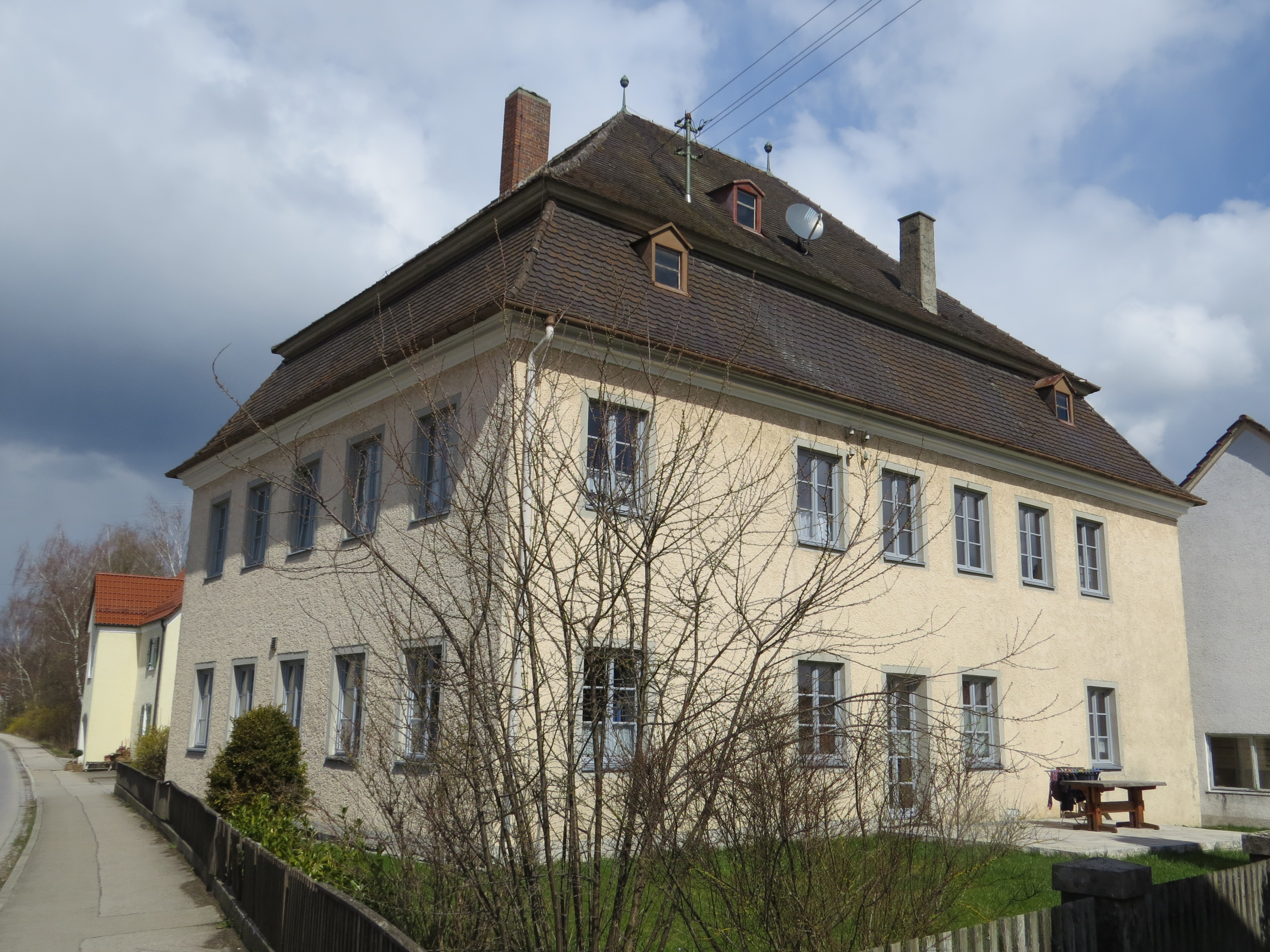
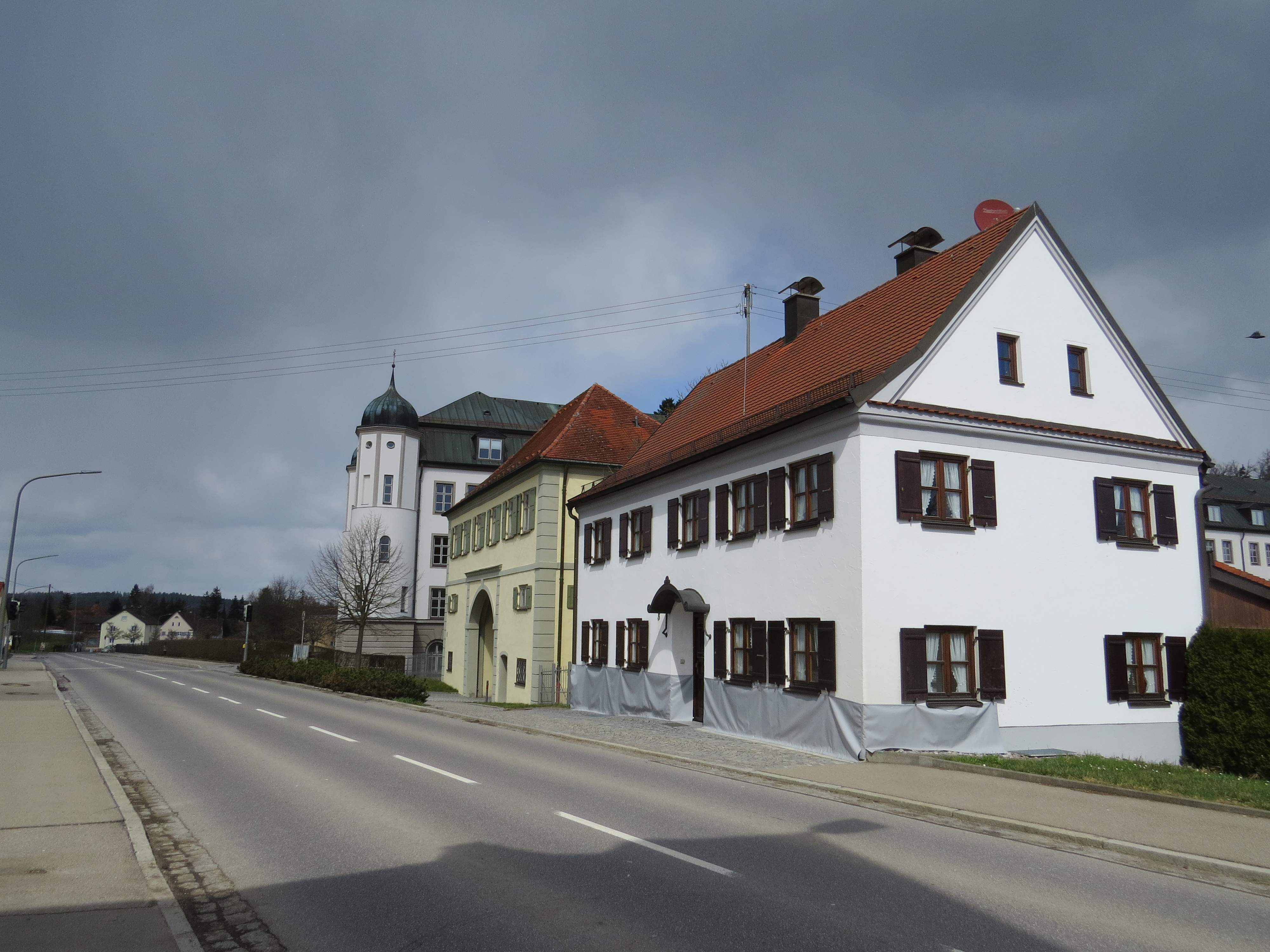